# وارلاک (فیلم ۱۹۵۹)
وارلاک (به انگلیسی: Warlock) فیلمی آمریکایی در سبک وسترن به کارگردانی ادوارد دمیتریک است که در سال ۱۹۵۹ منتشر شد.

## موضوع فیلم
اوایل دههٔ ۱۸۸۰، اهالی شهر «وارلاک» بعد از فرار آخرین کلانتر خود، برای مقابله با قانون‌شکنان تصمیم به استخدام مارشالی می‌گیرند. به همین خاطر، آنان از «کلای بلِیزدِل» (هنری فاندا)، که به داشتن تپانچه‌های با دستهٔ طلایی مشهور است، دعوت می‌کنند تا مارشال شهر شود.

## بازیگران
- ریچارد ویدمارک
- هنری فوندا
- آنتونی کوئین
- دوروتی مالون
- والاس فورد
- تام دریک
- فرانک گورشین
- دی‌فارست کلی
- آن دران
- دان بدو
- هیو ساندرز
- رجیس تومی
- ریچارد آرلن
- میکی سیمپسون